# (3115) Baily
(3115) Baily (1981 PL) – planetoida z grupy pasa głównego asteroid okrążająca Słońce w ciągu 4,15 lat w średniej odległości 2,58 j.a. Odkryta 3 sierpnia 1981 roku.